# Raquel Maria
Raquel Maria (Castro Verde, 18 de mayo de 1946 - Lisboa, 26 de julio de 2006), fue una actriz portuguesa.
Se integró en 1973 en el núcleo fundador del Teatro de la Cornucopia, al lado de Luís Miguel Cintra y Jorge Silva Melo, grupo que abandonó en 1987, dejando atrás grandes éxitos. Siguió en el mundo del teatro hasta que en 1992 volvió definitivamente a la televisión donde destacó en programas y series de comedias.
En el cine participó en la película Silvestre, de João César Monteiro (1982) y O Bobo, de José Álvaro Morais (1987).